# چارلین وودارد
چارلین وودارد (به انگلیسی: Charlayne Woodard) (زاده ۲۹ دسامبر ۱۹۵۳) بازیگر آمریکایی است.
از فیلم‌های معروف او می‌توان به بازی در فیلم نشکن، یک پلیس خوب، ژست، گردباد و آن زن گفت، آن مرد گفت اشاره کرد.